# 2018年金砖国家峰会

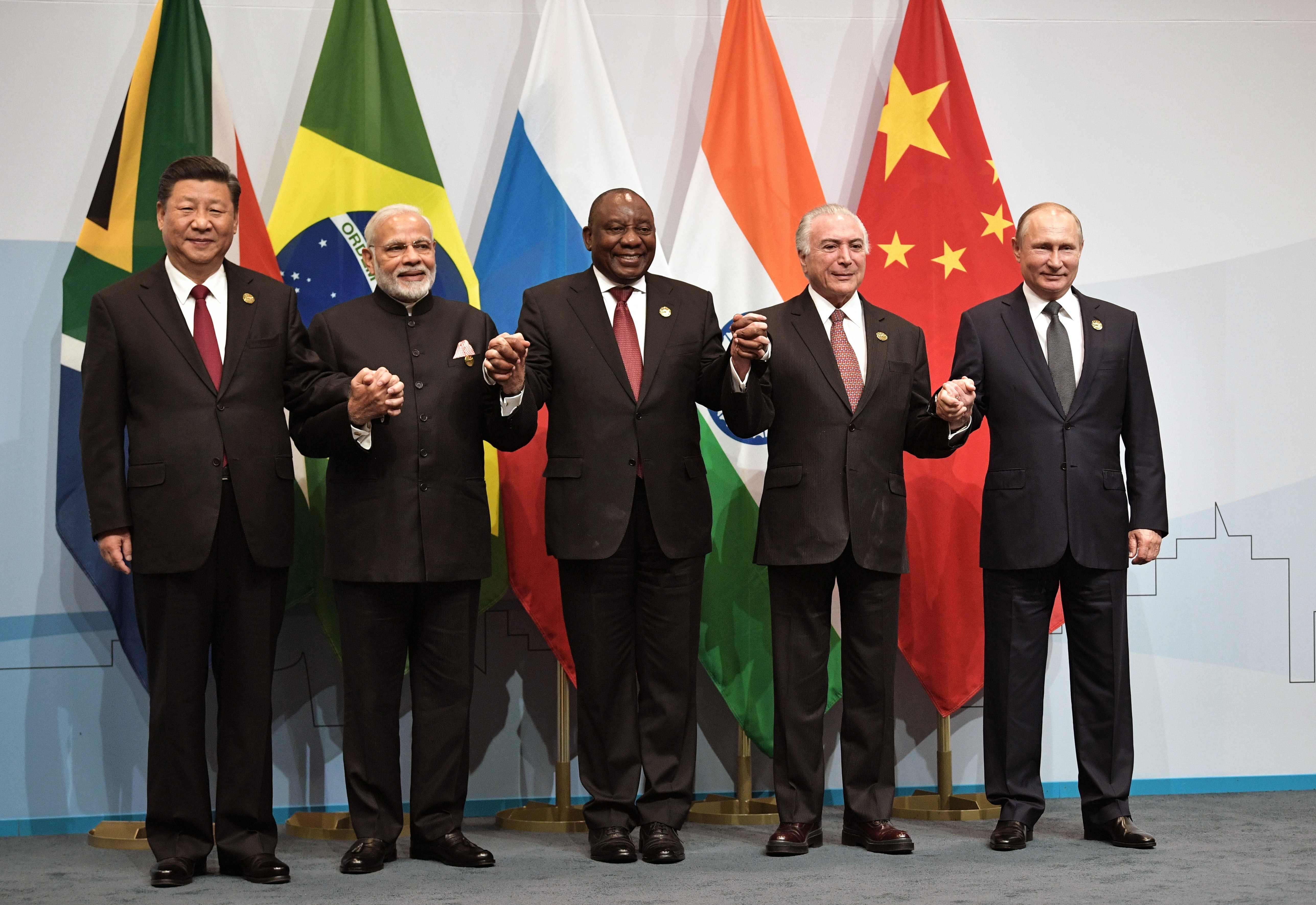
与会领导人合影

2018年金砖国家峰会，又称金砖国家领导人第十次会晤，是第10届金砖国家峰会，来自巴西、俄罗斯、印度、中华人民共和国和南非五国的国家元首或政治首脑参与了此次外交峰会。本次会议在南非的约翰内斯堡举办，这是南非自2013年之后第二次举办该会议。各方共同签订了《金砖国家领导人第十次会晤约翰内斯堡宣言》。

## 与会领导人

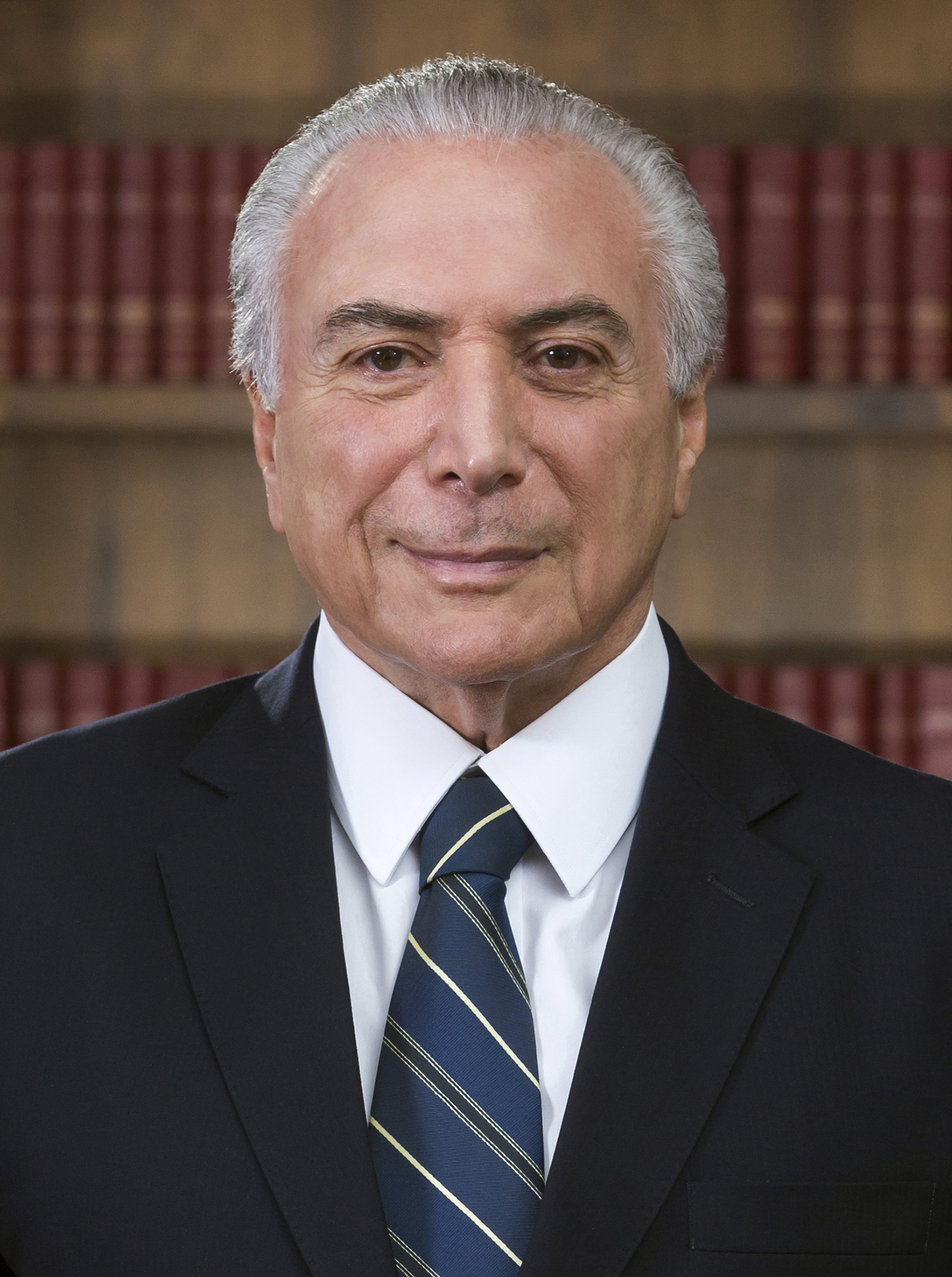
BRA 米歇爾·特梅爾，巴西总统
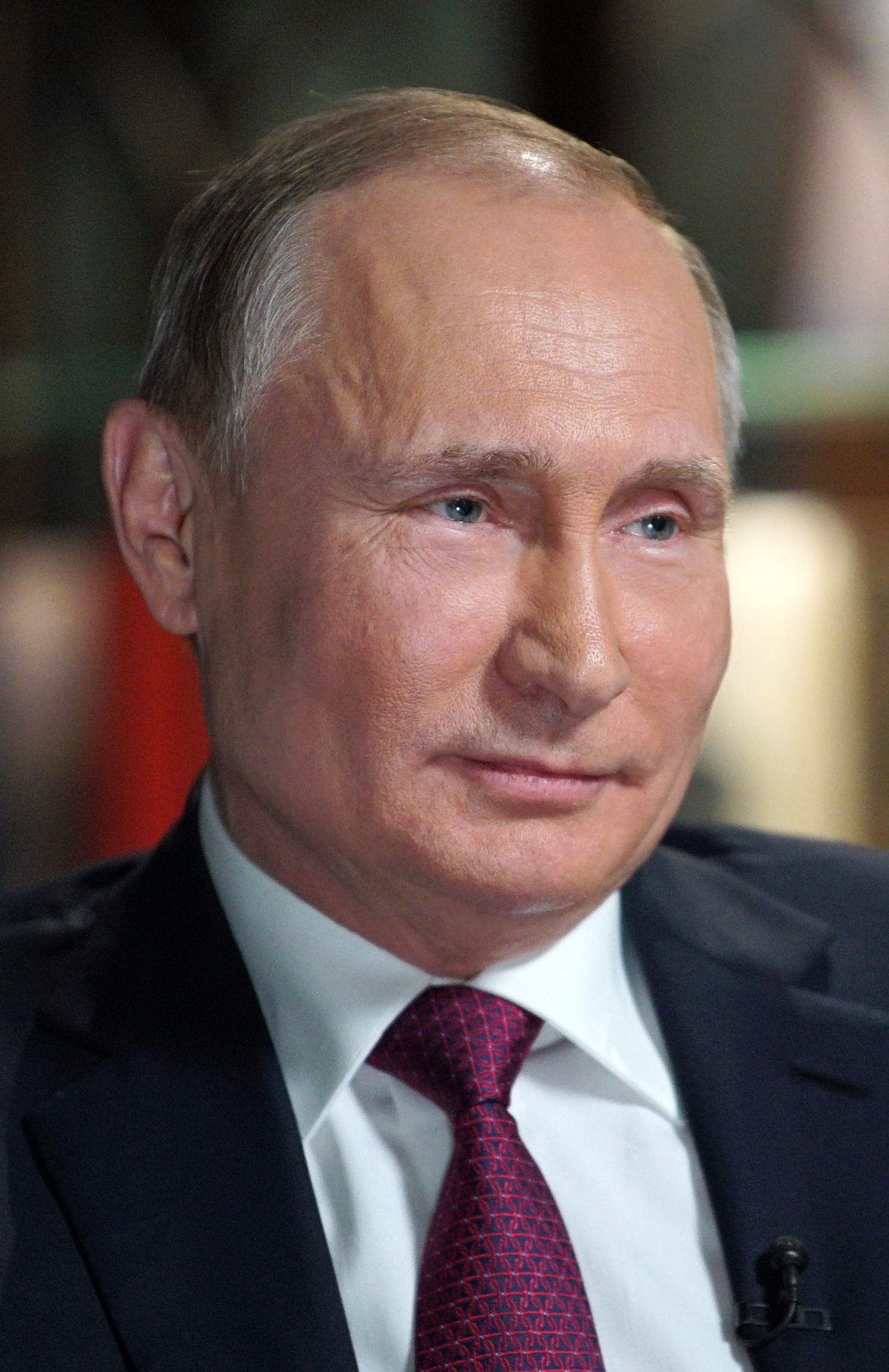
RUS 弗拉基米尔·普京，俄罗斯总统
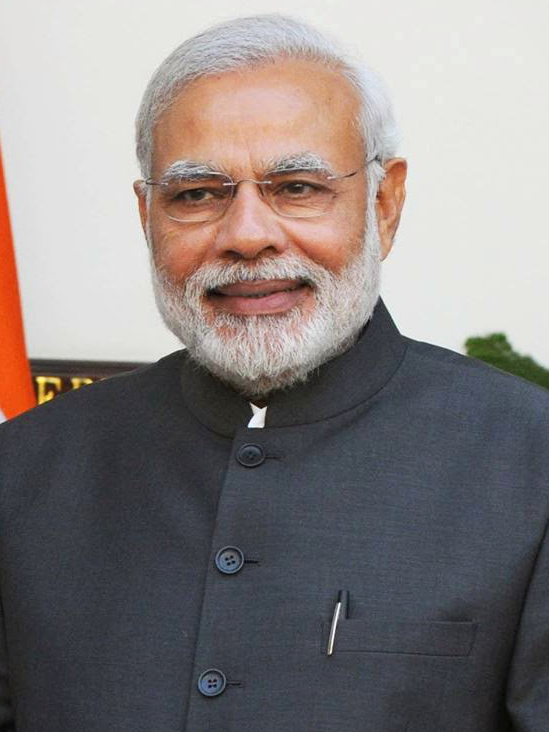
IND 纳伦德拉·莫迪, 印度总理
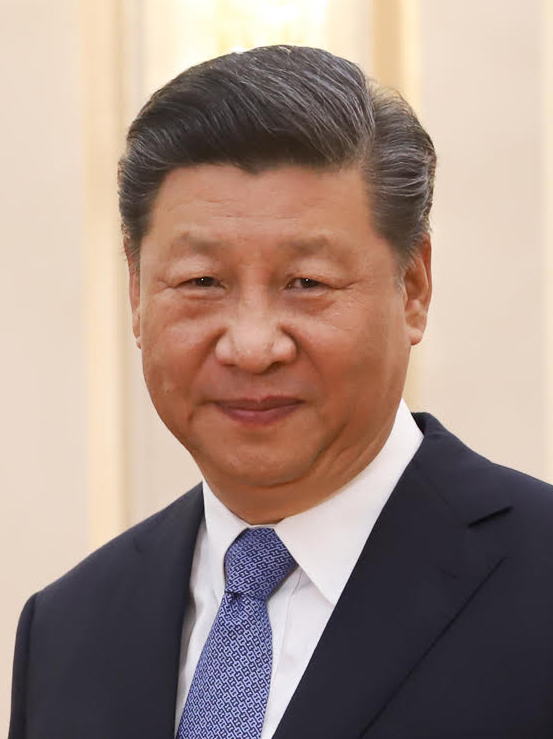
CHN 习近平，中华人民共和国主席
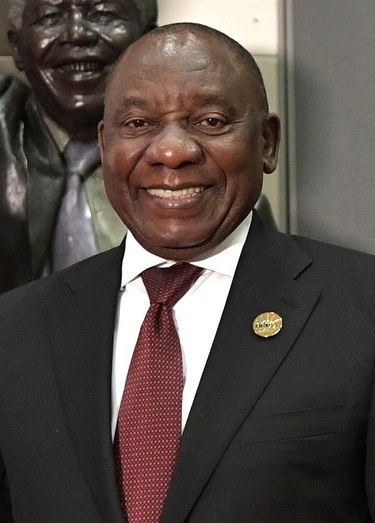
SAF 西里爾·拉馬福薩，南非总统（东道主）

- 巴西
米歇爾·特梅爾，巴西总统
- 俄羅斯
弗拉基米尔·普京，俄罗斯总统
- 印度
纳伦德拉·莫迪, 印度总理
- 中国
习近平，中华人民共和国主席
- 南非
西里爾·拉馬福薩，南非总统（东道主）